# 우라카와군

우라카와 군의 위치

우라카와군(일본어: 浦河郡)은 일본 홋카이도 히다카 지청의 군이다.
인구 11,191명, 면적 694.26km², 인구밀도 16.1명/km².(2025년 2월 28일, 주민기본대장인구)
이하 1정으로 구성된다.
- 우라카와정(浦河町)

## 역사
에도 시대에 들어서면서 마쓰마에번에 의해 우라카와 장소가 설치되어 있었다. 우라카와의 이름은 이 때 지금의 모토우라 강(아이누어로 우라라펙= ‘안개 깊은 강’의 의미)을 기념하여 이름이 붙여졌다. 에도 시대 후기 우라카와 군역은 동 에조치에 속하고 있었으며 국방을 위해 1799년 우라카와 군역은 천령이 되었다. 1869년 우라카와 군이 두어졌다. 홋카이도 히다카국에 속했다.